# مسجد الصالح طلائع
جامع الصالح طلائع يُعد أخر الجوامع التي بنيت في العصر الفاطمي. ورغم أن الجامع فرغ من بنائه سنة 555 هـ (1160م) إلا أنه لم يصبح مسجداً جامعًا إلا بعد بنائه بحوالي مائة سنة حين أقيمت فيه أول صلاة للجمعة أيام السلطان المملوكي عز الدين أيبك 1250 1257م.
أمر بإنشاء الجامع الوزير الصالح طلائع بن رزيك سنة 555 (1160م)، وكان وزيراً للخليفة الفاطمي الفائز ثم للخليفة العاضد من بعده، ليدفن فيه رأس الامام الحسين ولكن الخليفة الفاطمي الفائز لم يمكنه من ذلك حيث أشار عليه خواصه بأن رأس الأمام الشهيد جد الفاطميين يجب أن تكون في القصر، فأعّد له الفائز مشهدا خاصا داخل باب الديلم أحد أبواب القصر الفاطمي.. وهو المشهد القائم حالياً.
جامع الصالح طلائع هو آخر الجوامع التي بنيت في العصر الفاطمي قبل سقوط الدولة الفاطمية بإحدى عشرة سنة. وهذا الجامع كائن حاليًا في ميدان بوابة المتولى في باب زويلة بقسم الدرب الأحمر بمحافظة القاهرة.
يُعرف أيضًا بأنه «المسجد المعلق» حيث يقع أعلى من مستوى الشارع، ويعتبر أحدث مسجد فاطمي في القاهرة. ويوجد بالقرب من باب زويلة ويضم نقوشًا قرآنية بالخط الكوفي الجميل على الجدران والأعمدة. وأسفل المسجد توجد متاجر تدفع المتطلبات المالية للمسجد.ولقد تم تزيين جدار القبلة (المواجهة للكعبة) بنوافذ زجاجية مزخرفة جميلة وتوجد بعيدًا عن المتاجر.

## عمارة المسجد
يعد جامع الصالح طلائع من المساجد الكبيرة حيث تبلغ مساحته 1522م2. وهو من الجوامع المعلقة، فكانت أرضيته عند بنائه ترتفع عن مستوى الشارع بنحو أربعة أمتار، وله أربع وجهات مبنية بالحجر أسفل ثلاث منها حوانيت. والوجهة الغربية أهم وجهات الجامع وبها الباب العمومي أمامه رواق محمول على أربعة أعمدة من الرخام تحمل عقوداً مزخرفة عليها أفاريز من كتابات قرآنية بالخط الكوفي المزهر. وكان مركباً على المدخل العمومي للجامع باب كبير من الخشب بمصراعين سطحهما مغشى بطبقة من النحاس بزخارف هندسية. وظهر الباب تغطية زخارف نباتية محفورة فاطمية الطراز. وتغشيه وجه الباب بالنحاس ترجع إلى أعمال التجديد التي أجريت على الجامع في العصر المملوكي. وقد نقلت لجنة حفظ الآثار العربية الباب إلى متحف الفن الإسلامي وهو معروض به حالياً. وجامع الصالح طلائع غني بزخارفه المتنوعة التي ملأت مسطحات الجامع الداخلية والخارجية وتمتاز بنضوج ودقة عناصرها الهندسية، والكتابات القرآنية الكوفية المزهرة التي تدور حول عقود رواق القبلة ونوافذ الجامع. عن حياة الصالح طلائع.
والجامع مستطيل يتوسطه صحن مكشوف مساحته 454.54م2 به صهريج أرضي كان يُملأ وقت الفيضان من الخليج. يحيط بالصحن أربعة أروقة أكبرها رواق القبلة الذي يتكون من ثلاث بائكات.. والأروقة الثلاثة الأخرى يتكون كل منها من بائكة واحدة فقط والأروقة ذات عقود محمولة على أعمدة من الرخام ويعلو كل عقد شباك صغير مفرغ بزخارف نباتية. وللجامع ثلاثة مداخل محوريّة. المحراب تسوده البساطة مكتنفة عمودان من الرخام الأحمر والمنبر الكائن على يمين المحراب من أعمال بكتمر الجركندار في أواخر القرن الثالث عشر الميلادي. وكانت المئذنة تعلو الباب الغربي الرئيسي.. وقد هُدمت في وقت غير معلوم، وبنى مكانها مئذنة حديثة أزيلت سنة 1926 لحدوث خلل في مبانيها، والجامع حاليا بدون مئذنة. وقد جدد الجامع سنة 699 هـ (1299م) الأمير بكتمر الجوكندار خلال السلطنة الثانية للناصر محمد بن قلاوون. وكان من ضمن أعماله المحراب والمنبر. وفي سنة 702 هـ (1302م) أصاب مصر زلزال تسبب في تصدع الجامع، فقام بإصلاحه الأمير بكتمر الجوكندار الذي كان يحمل الصولجان مع السلطان في لعب الكرة. كما جدده في سنة 844هـ عبد الوهاب العيني أحد تجار القاهرة. كما جدده الأمير يشبك من مهدى داوادار الملك الأشرف قايتباي سنة 882هـ (1477م).

## معرض صور

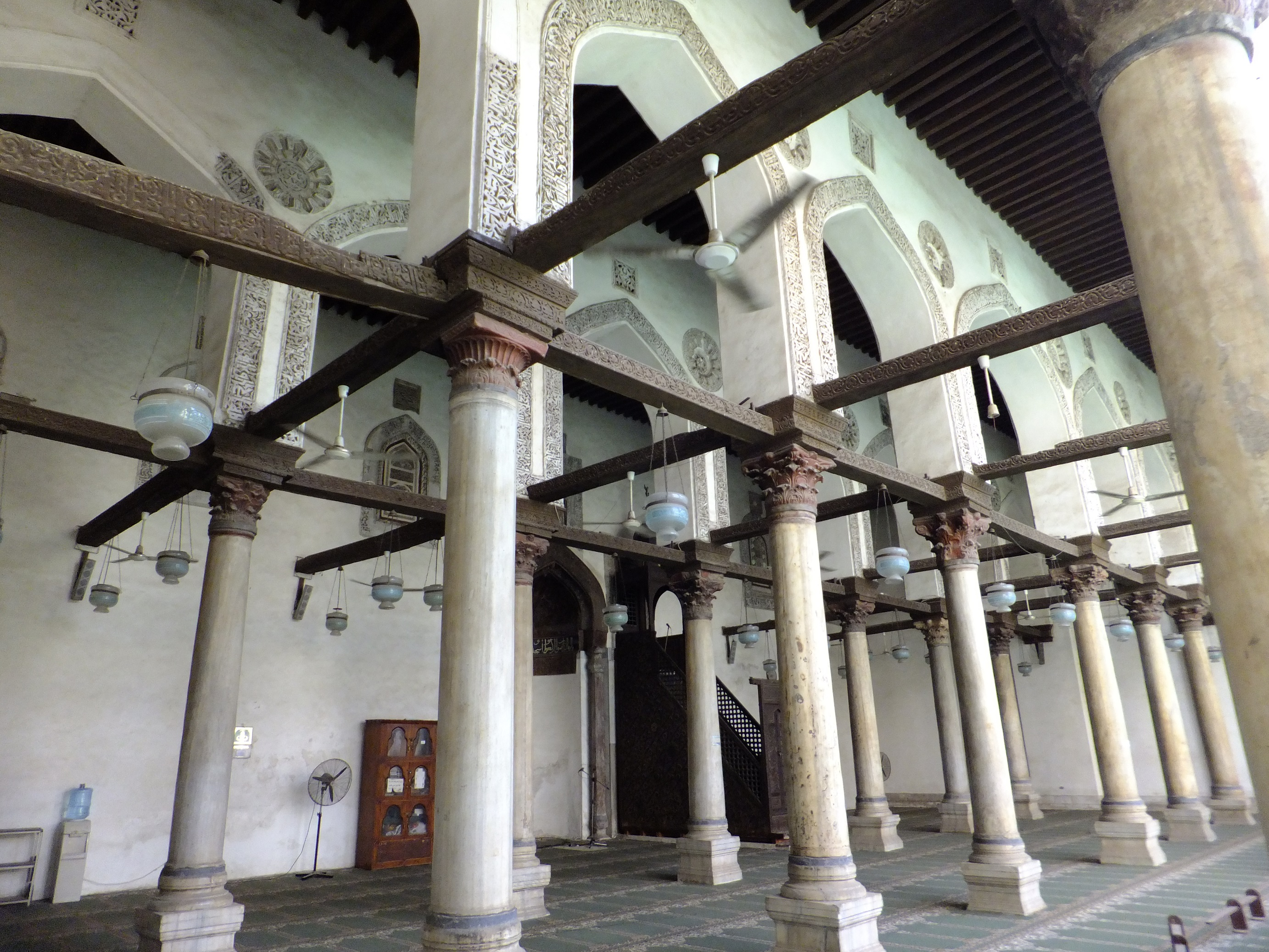
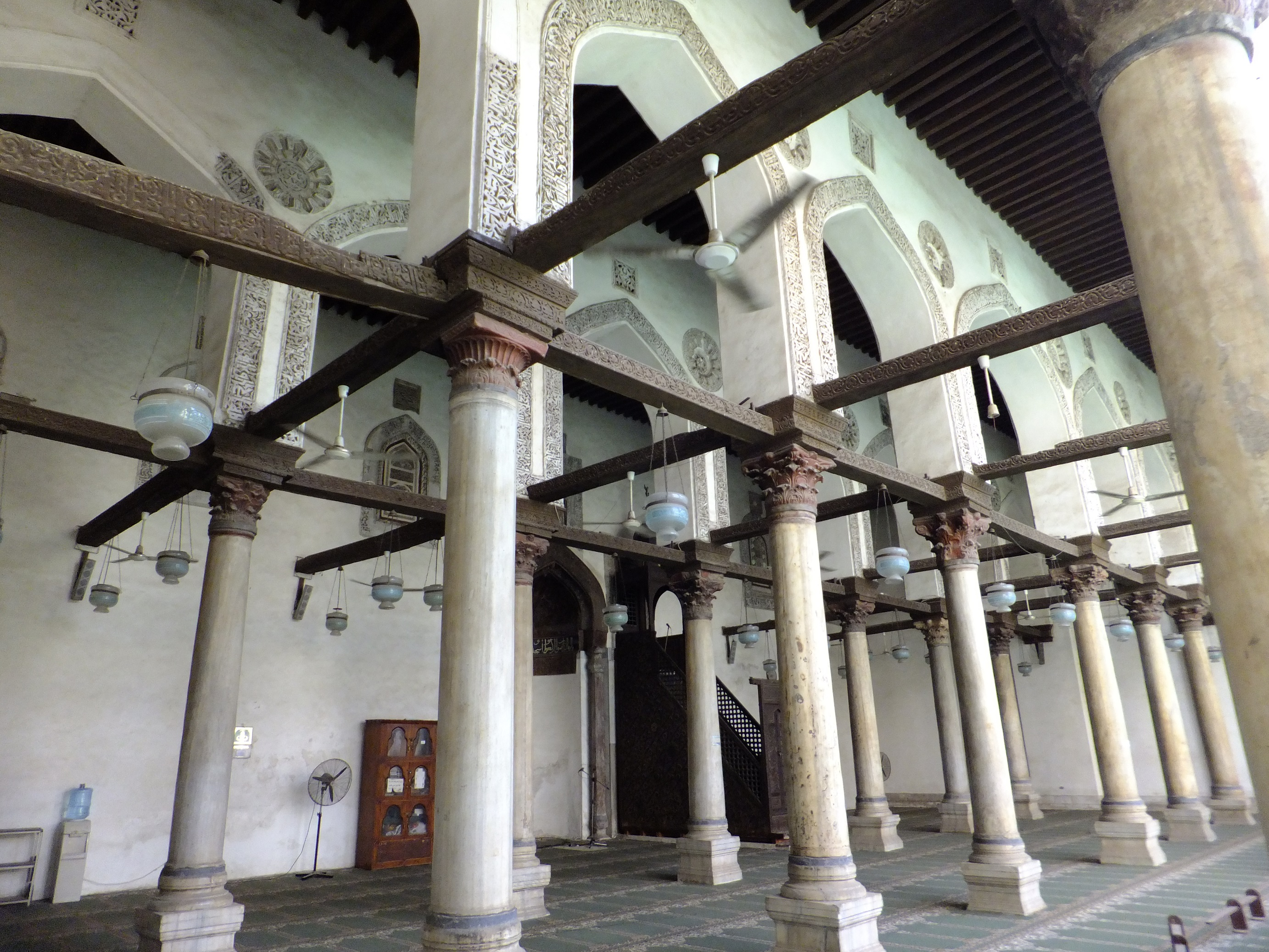
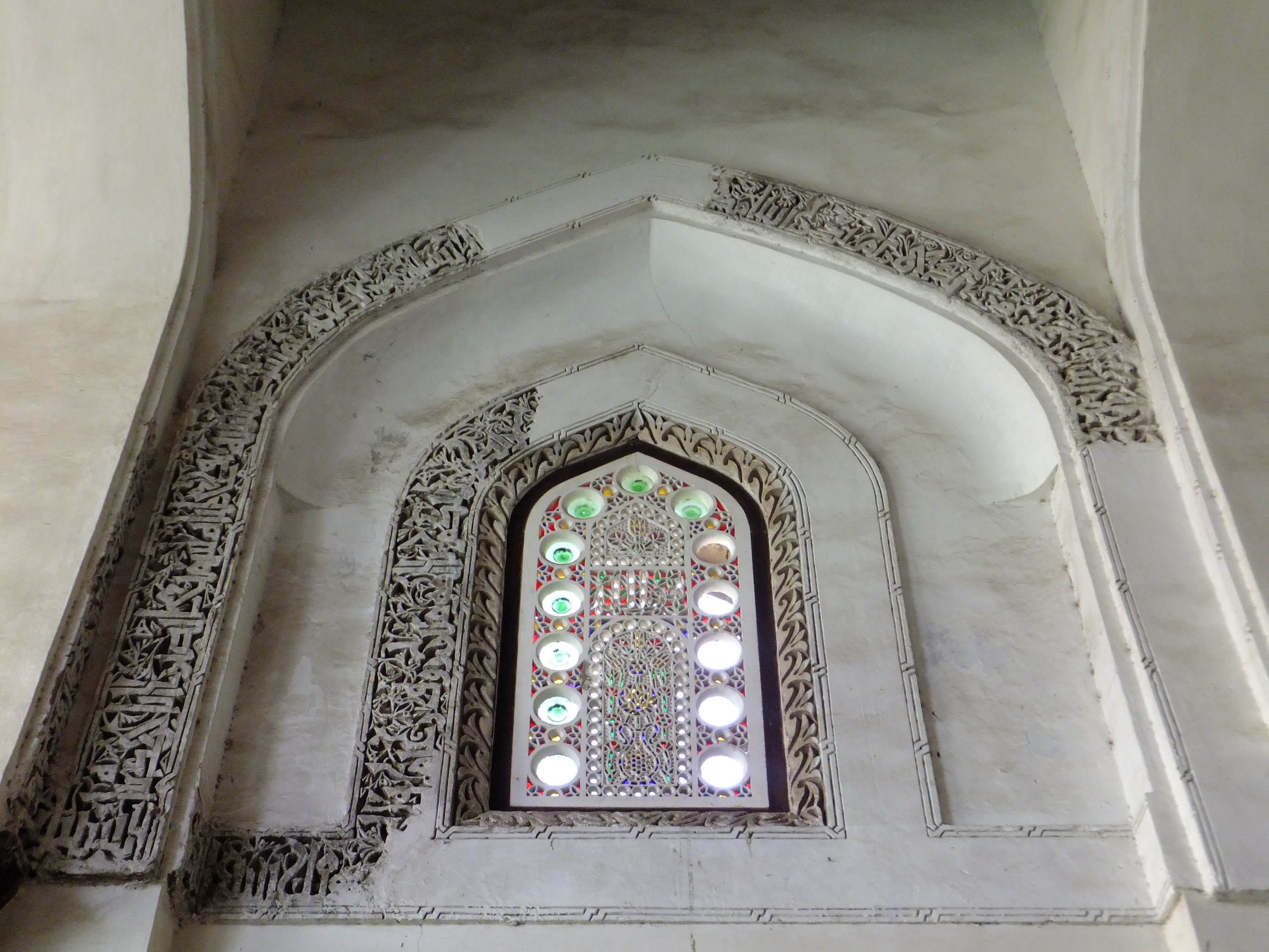
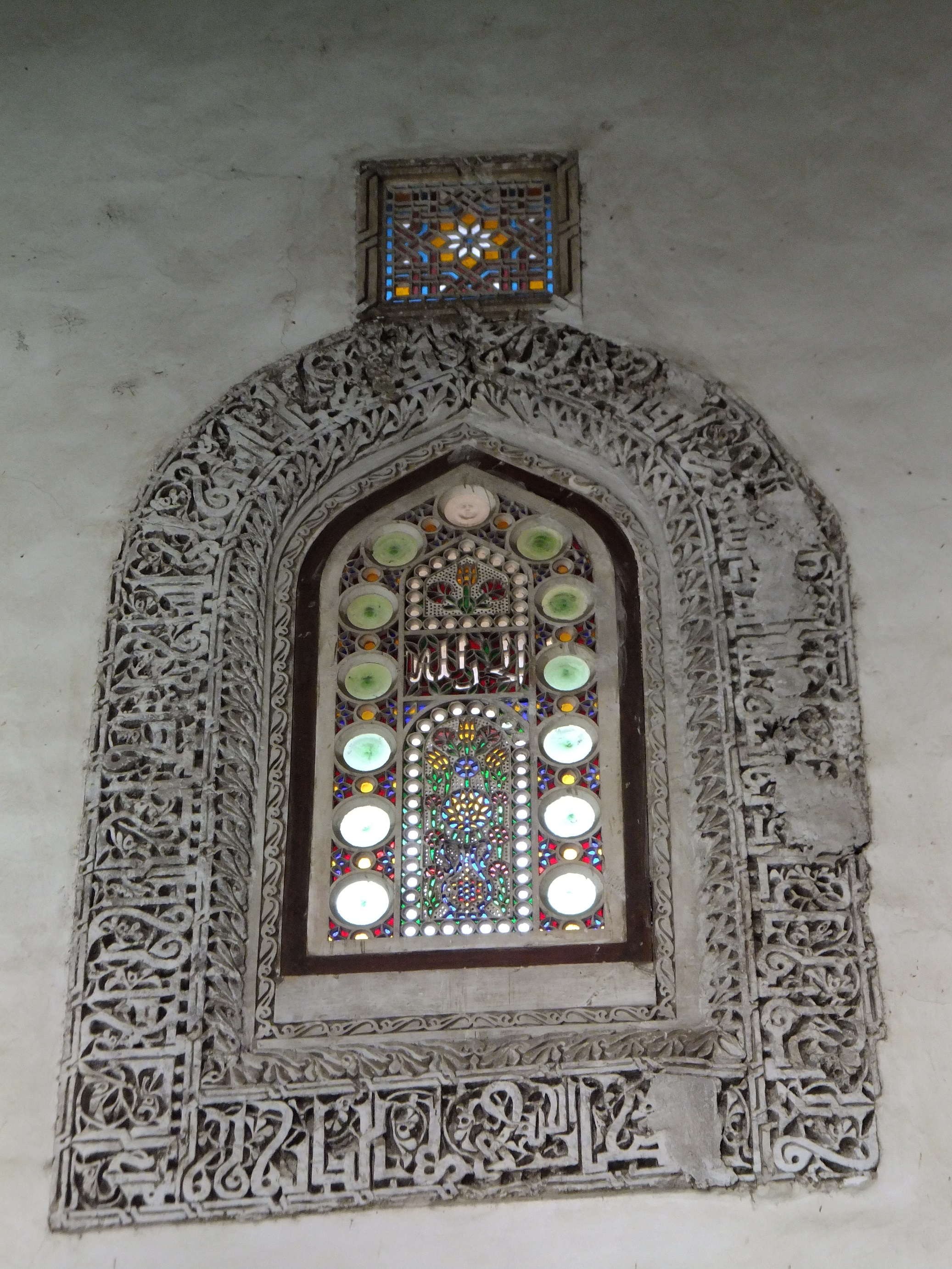
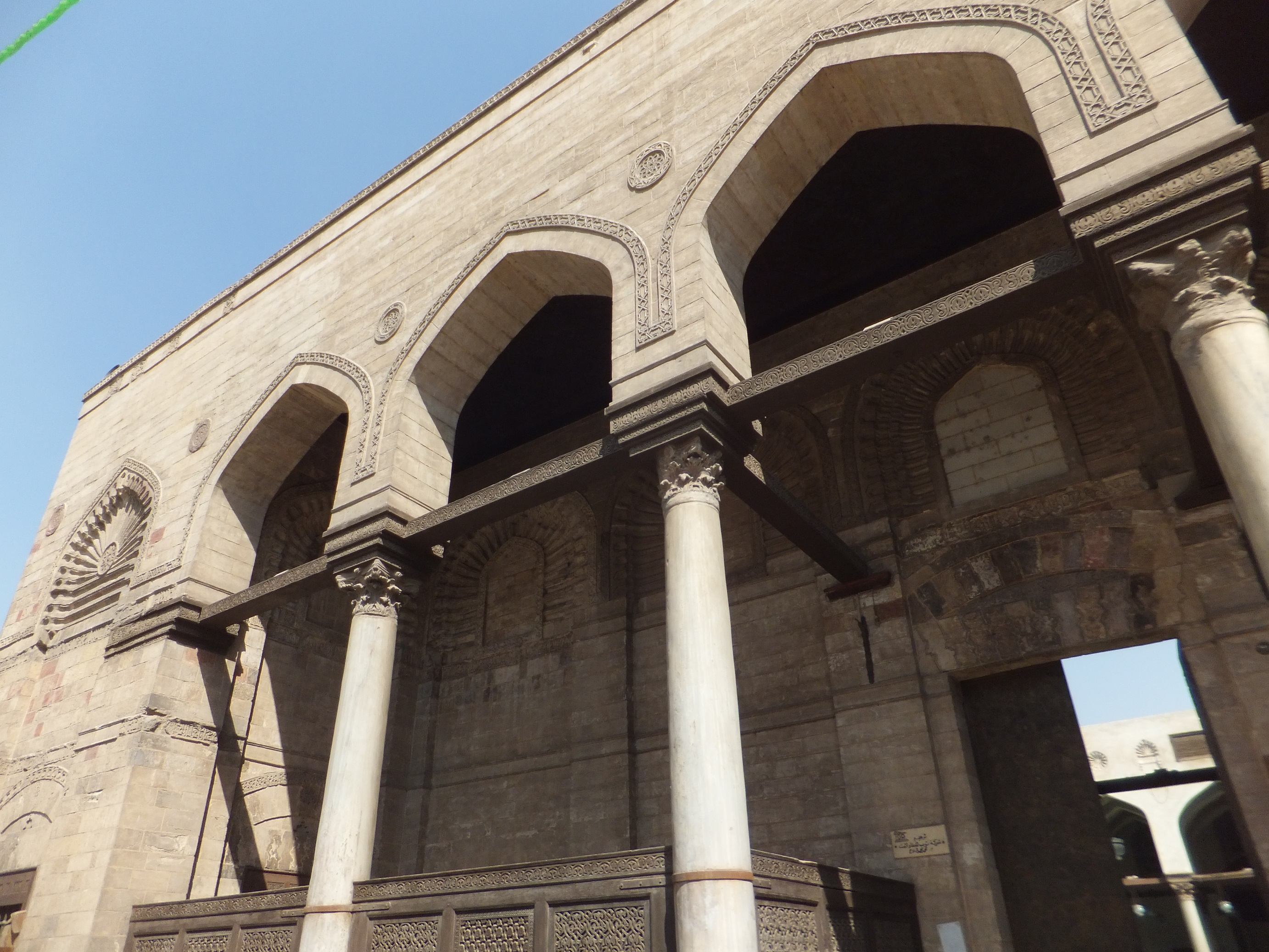
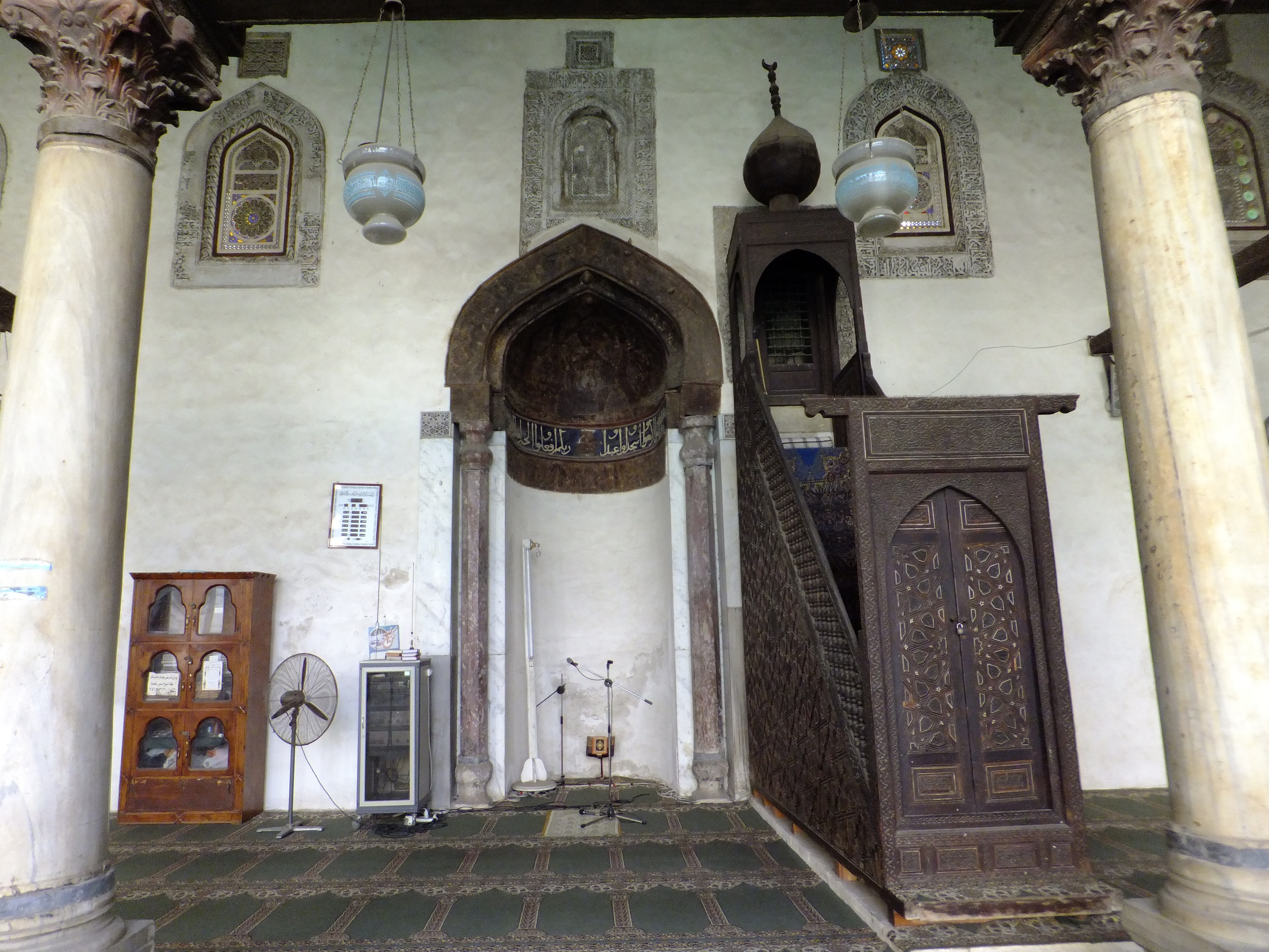
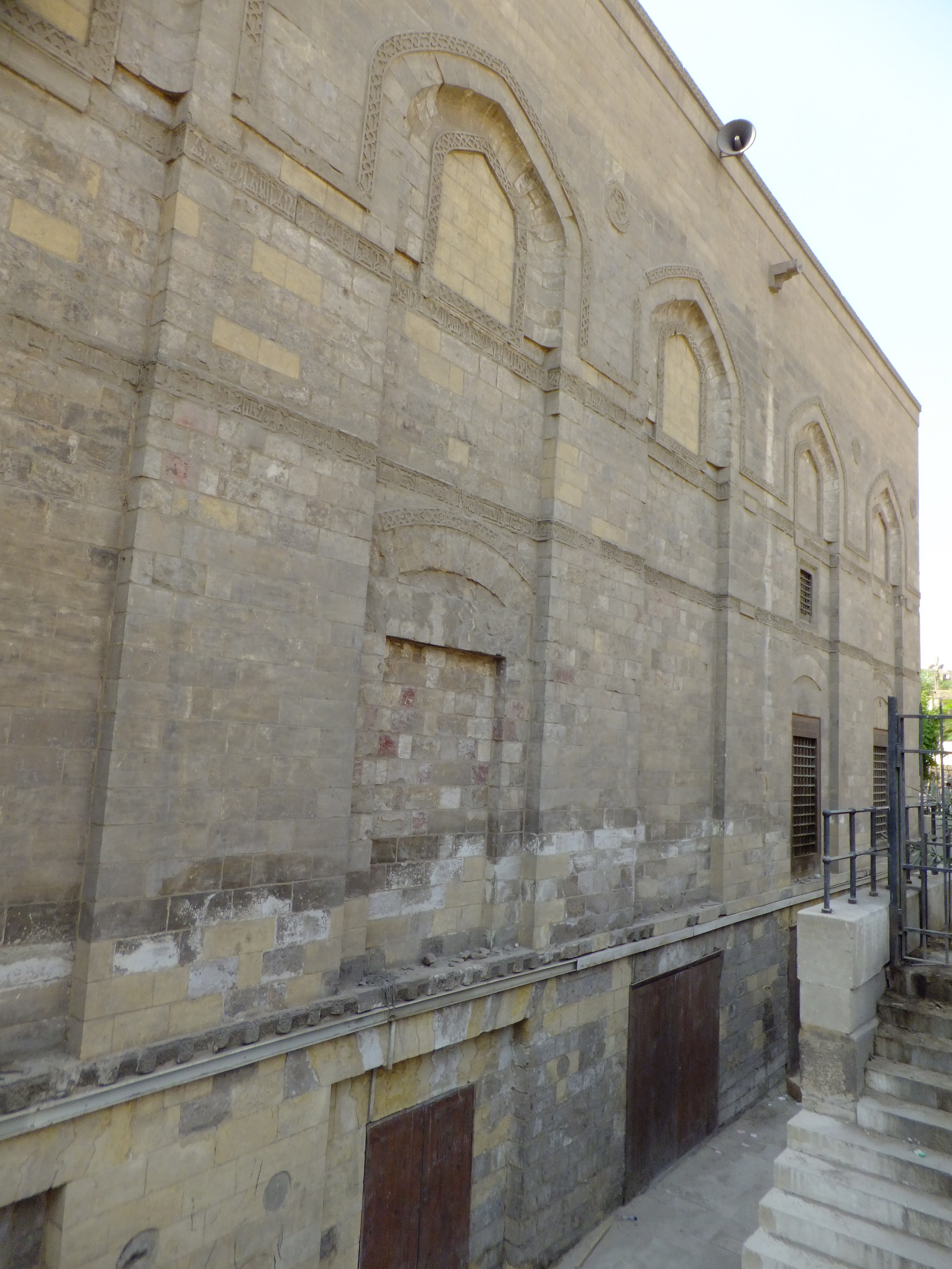
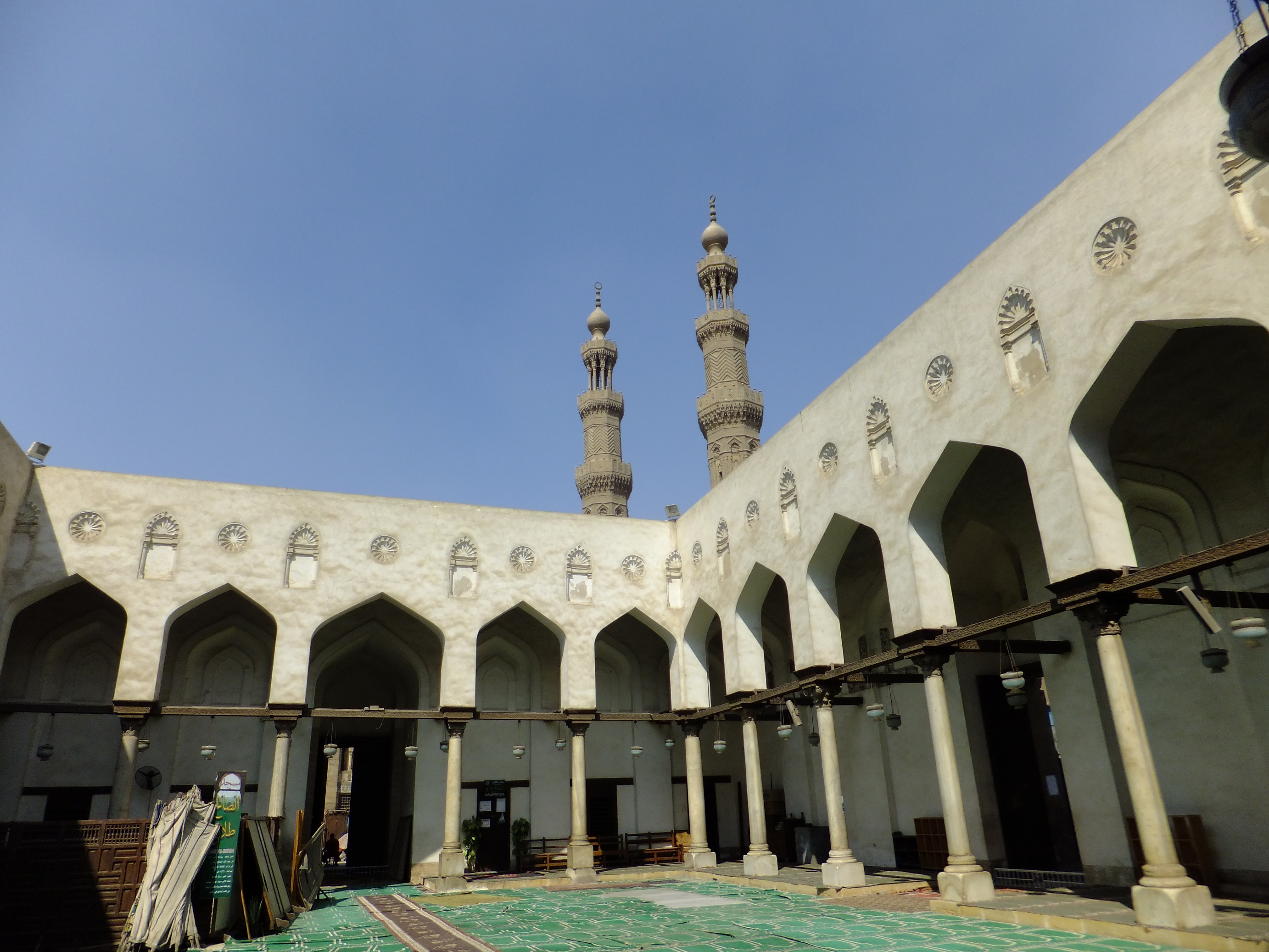
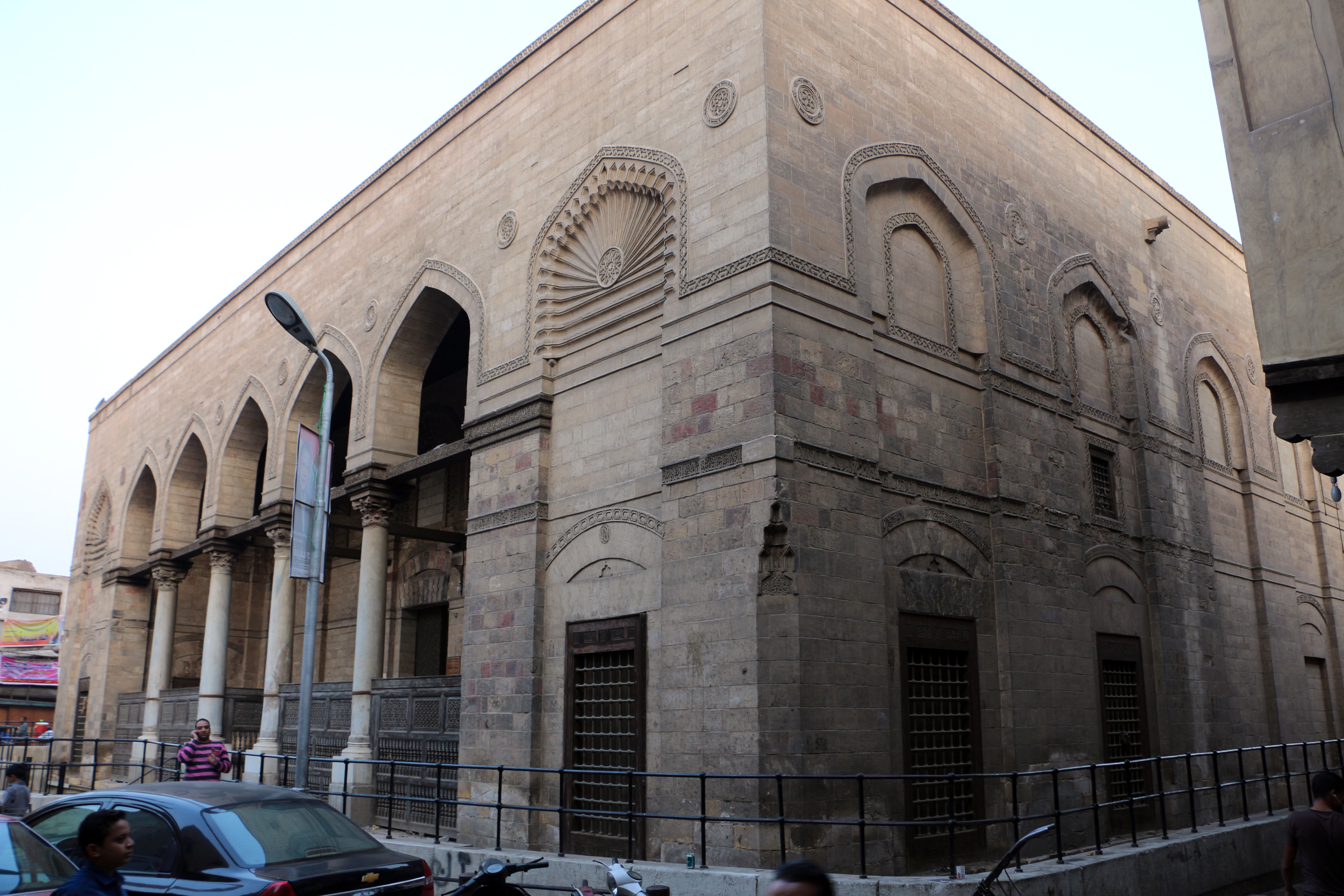
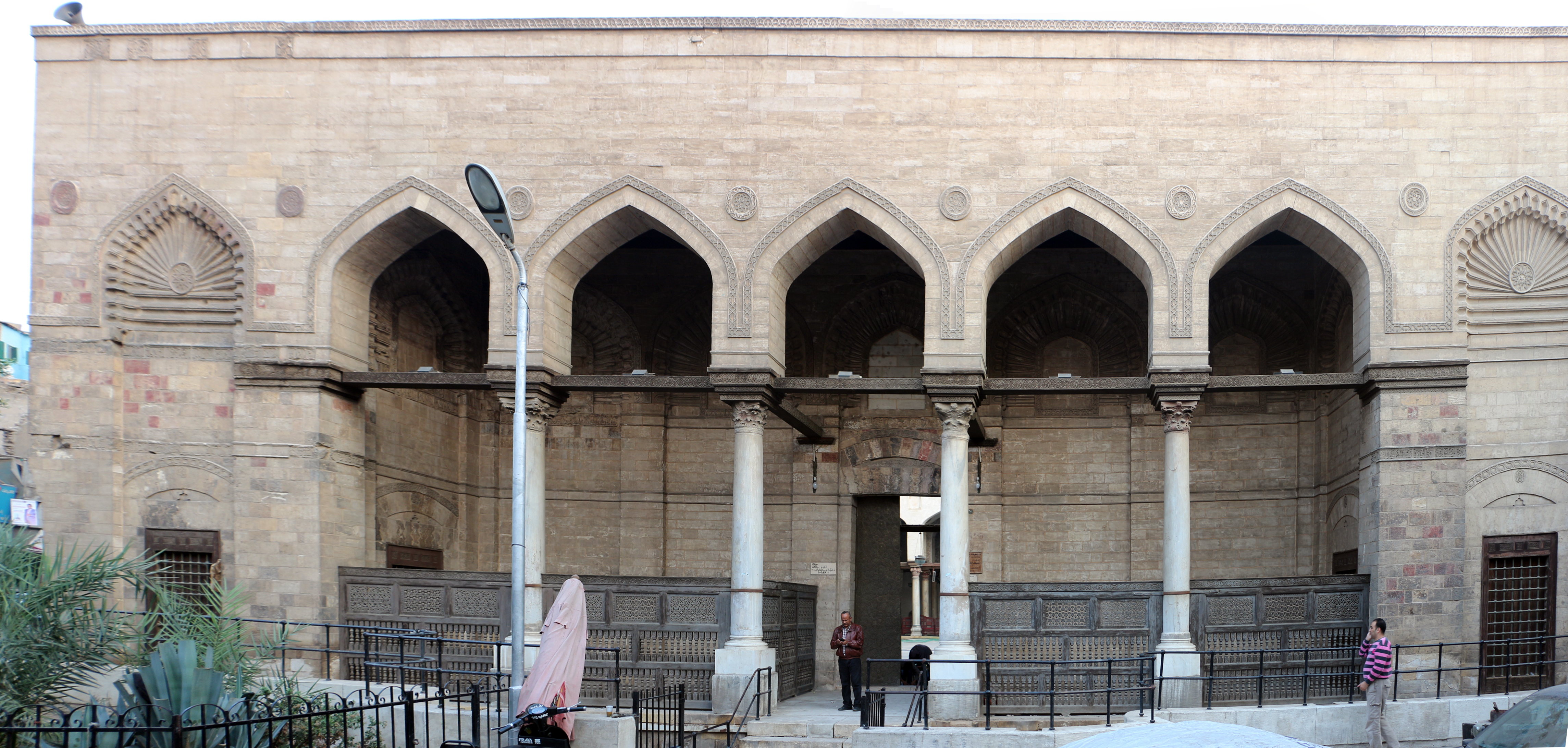
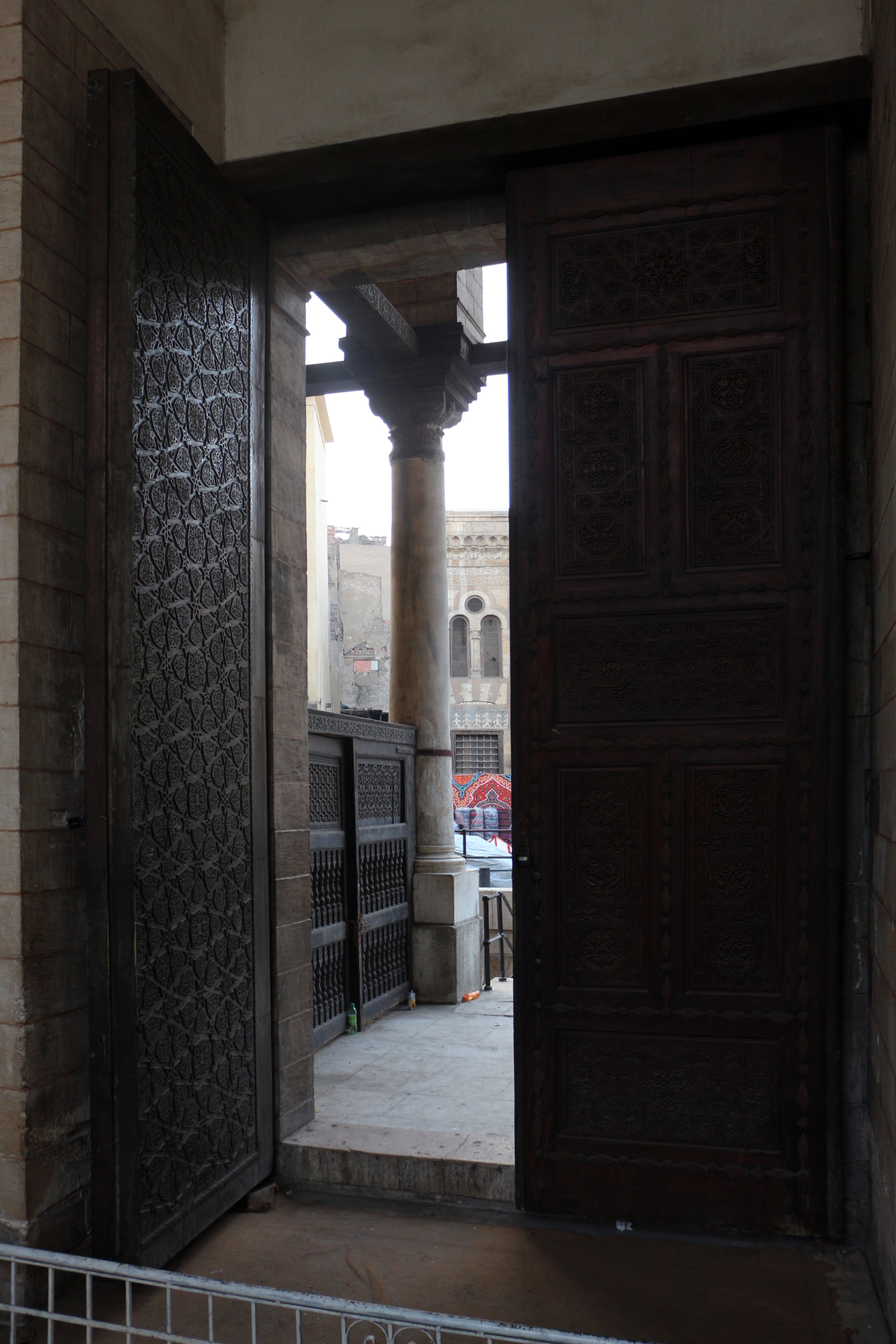
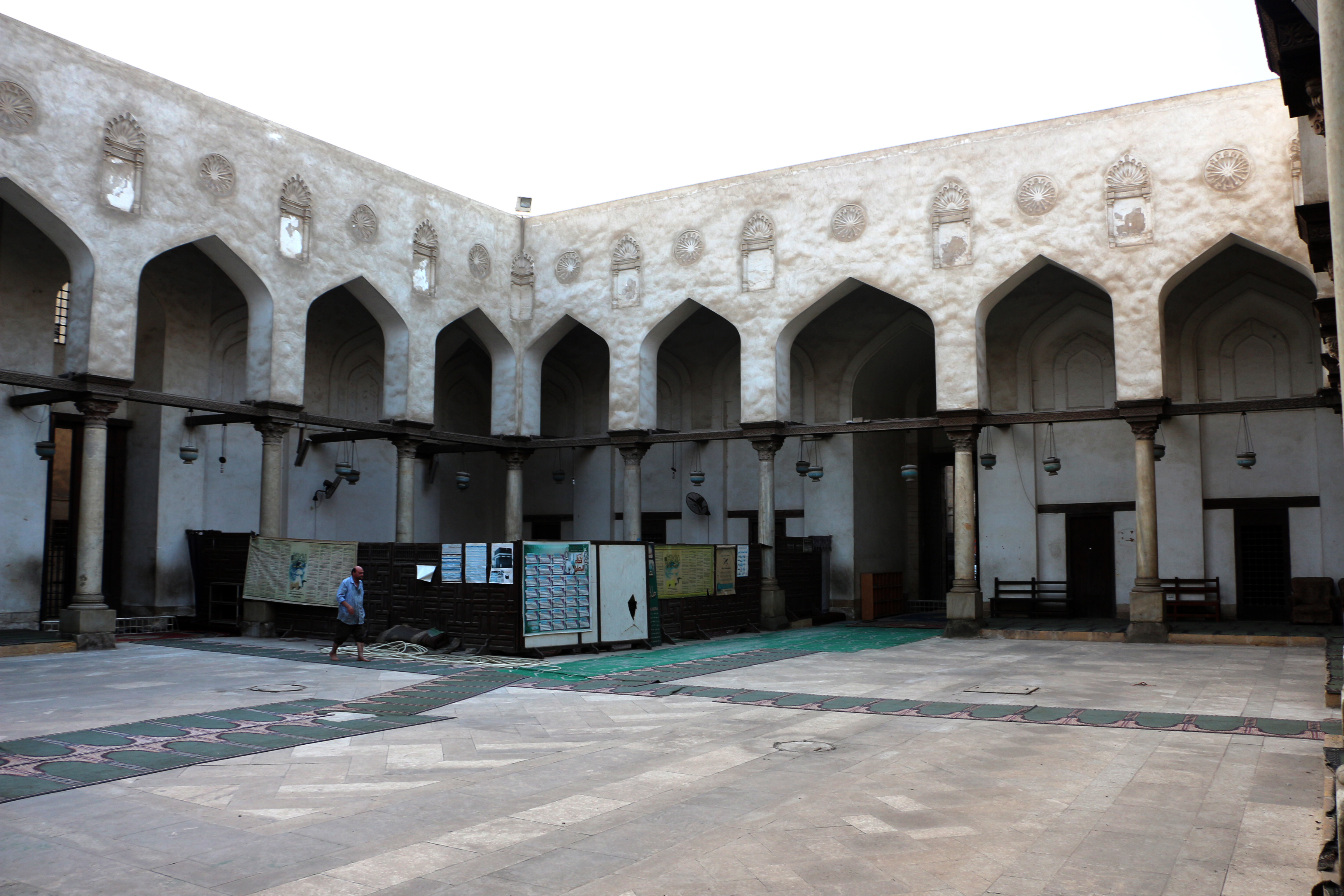
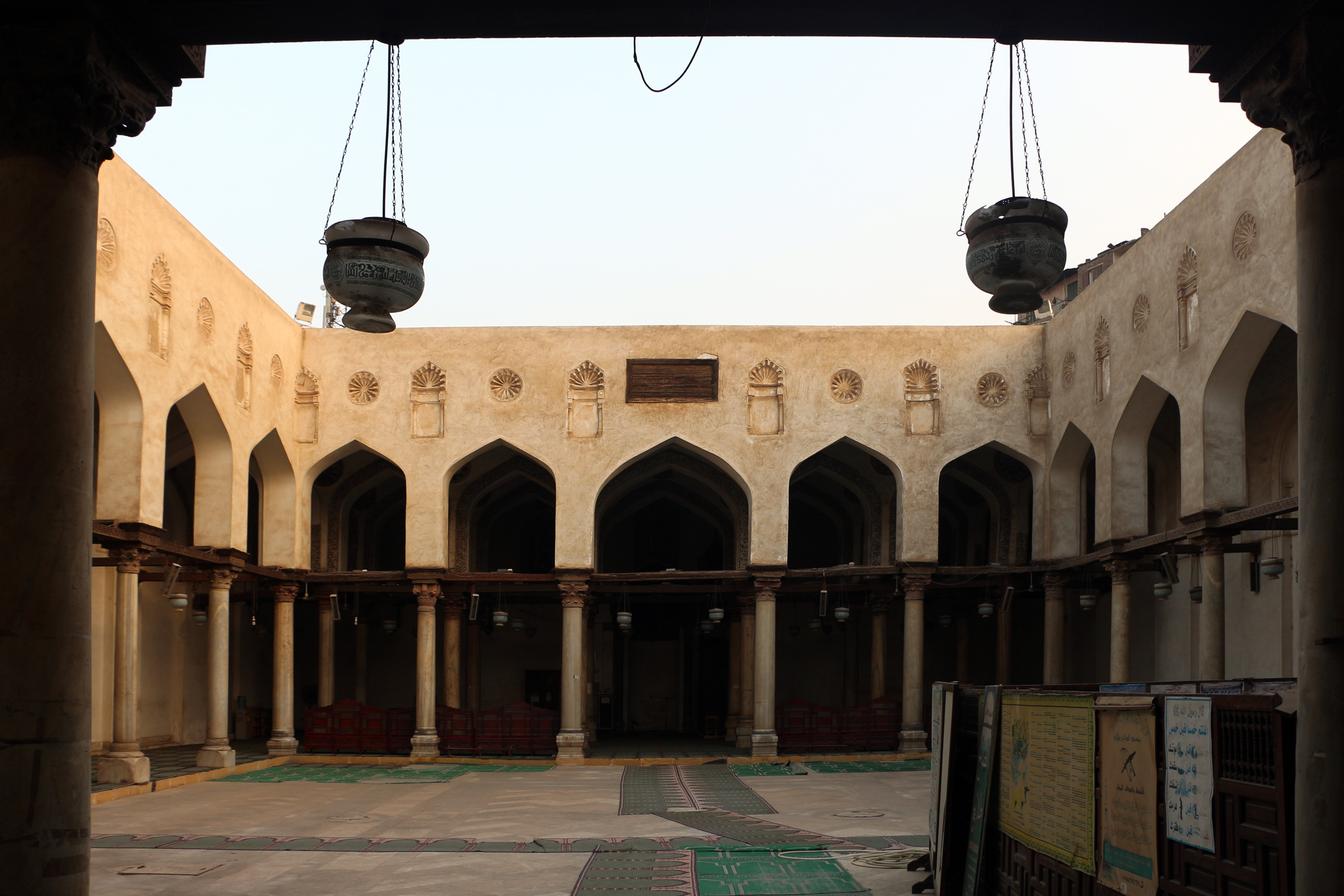
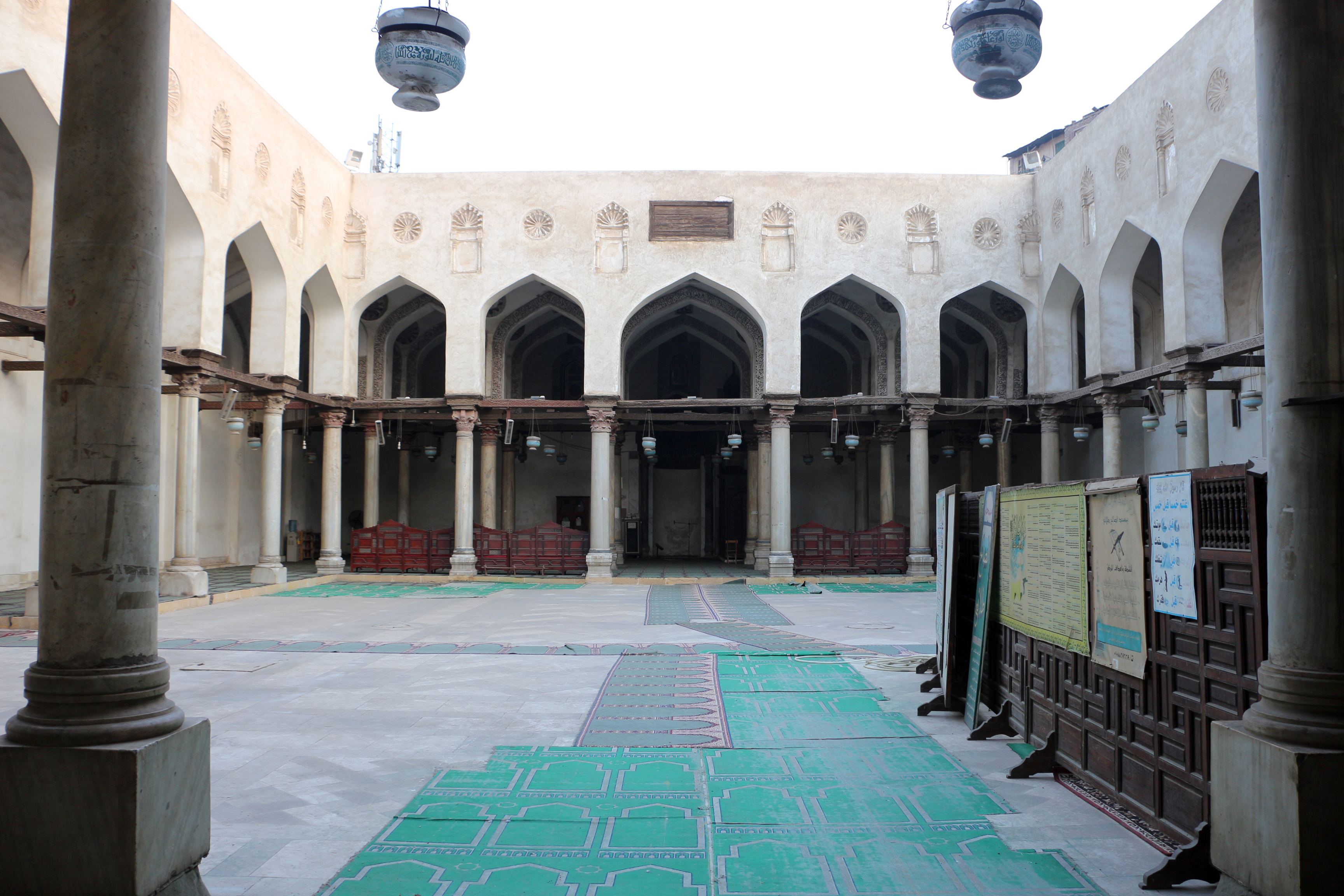
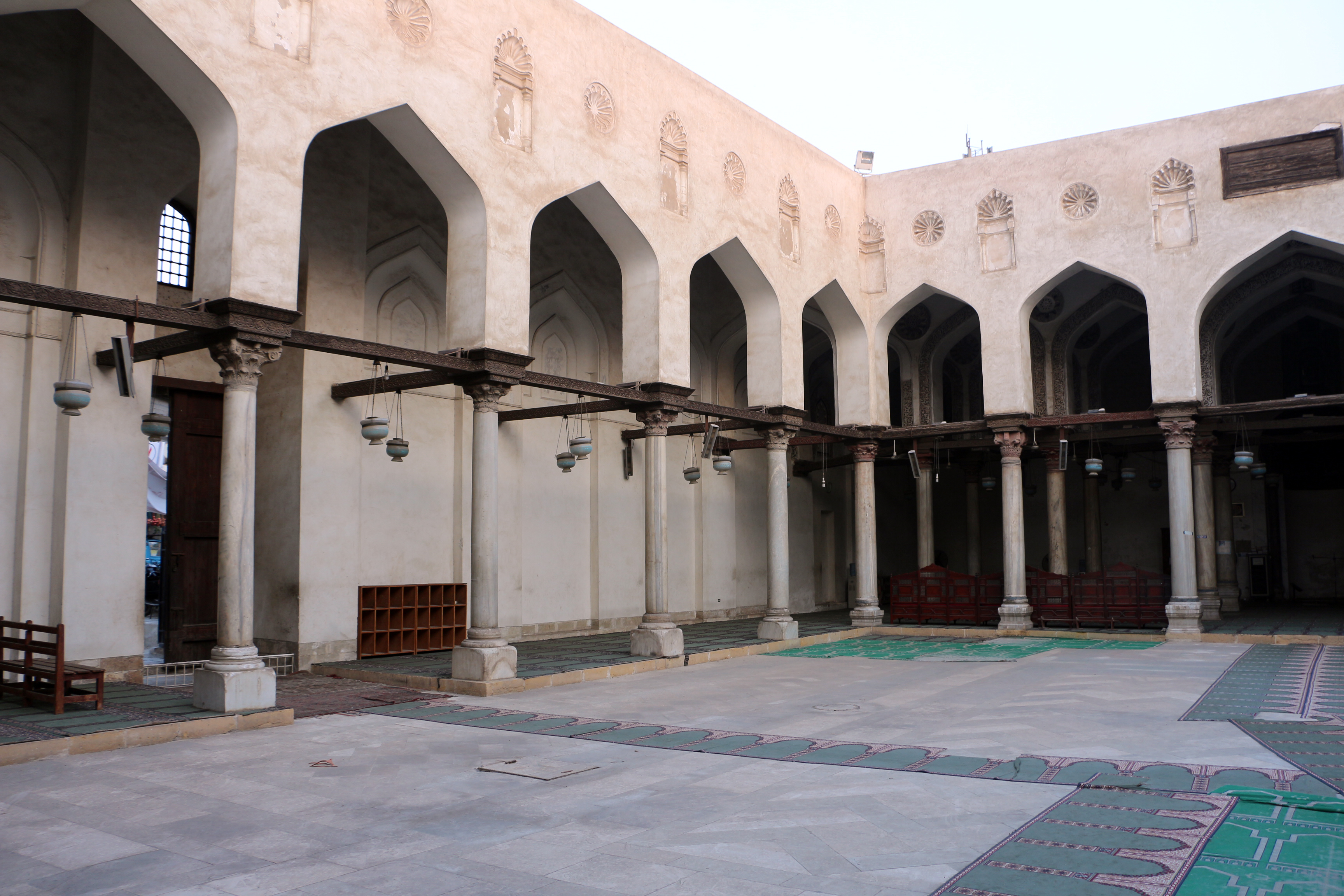
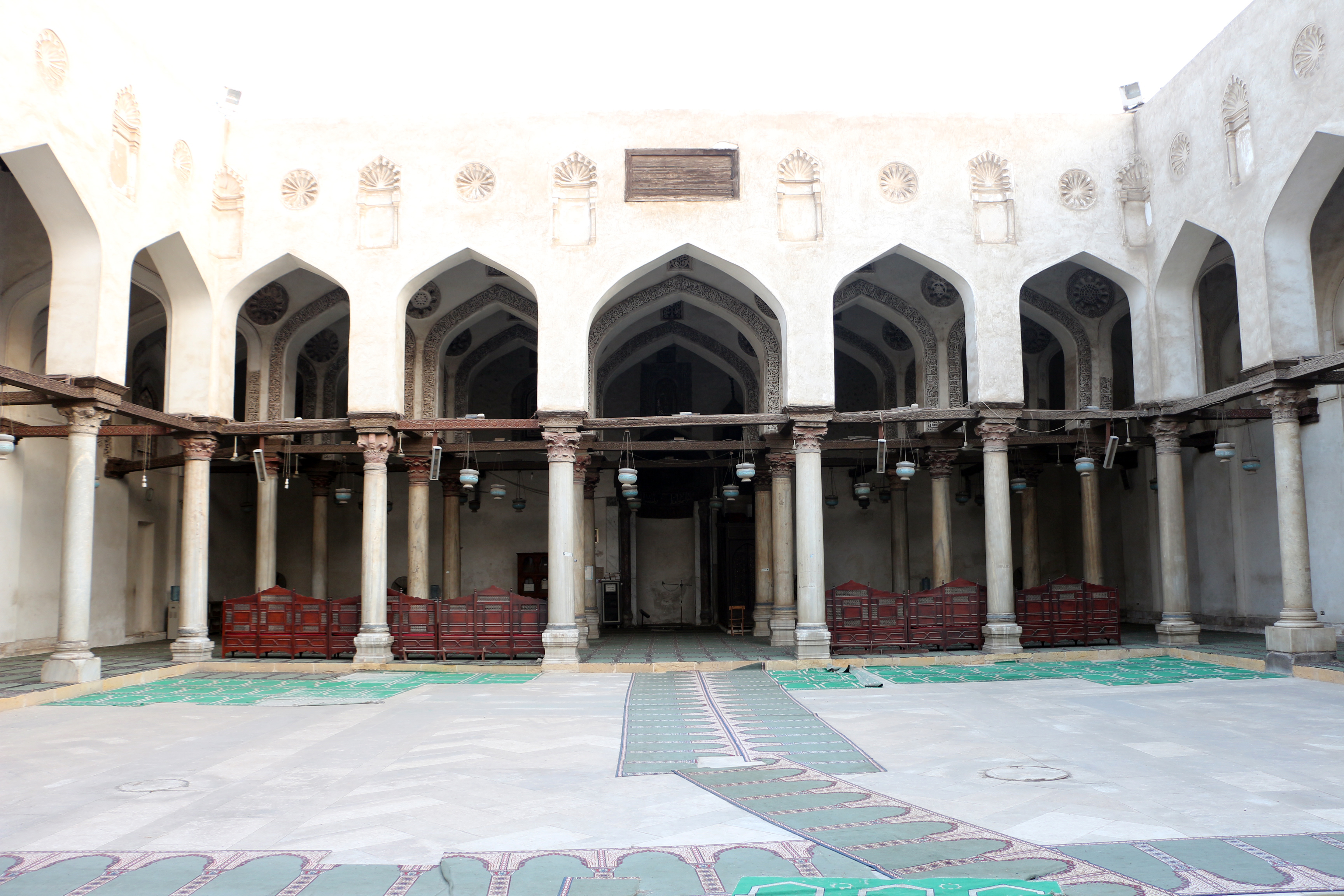
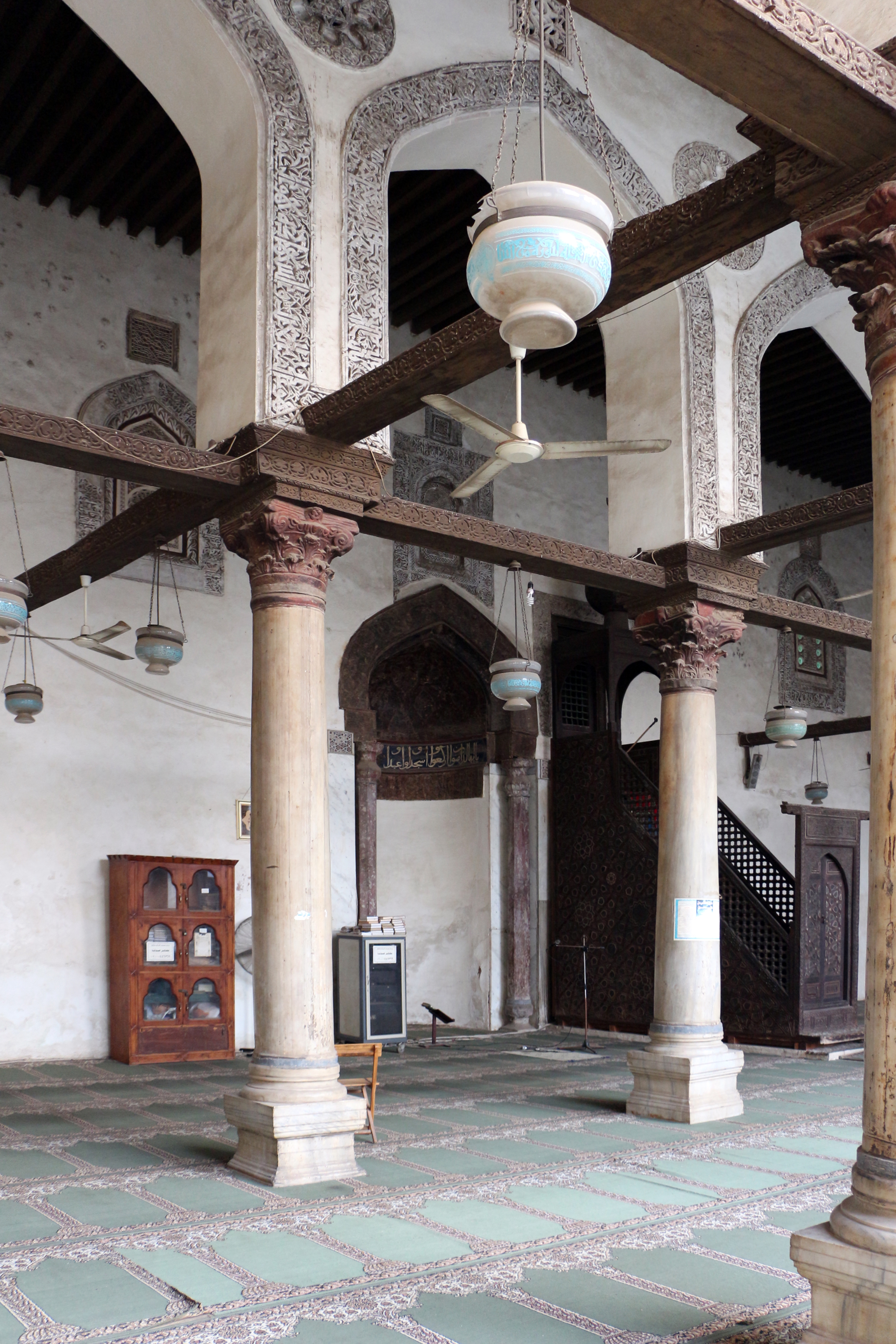
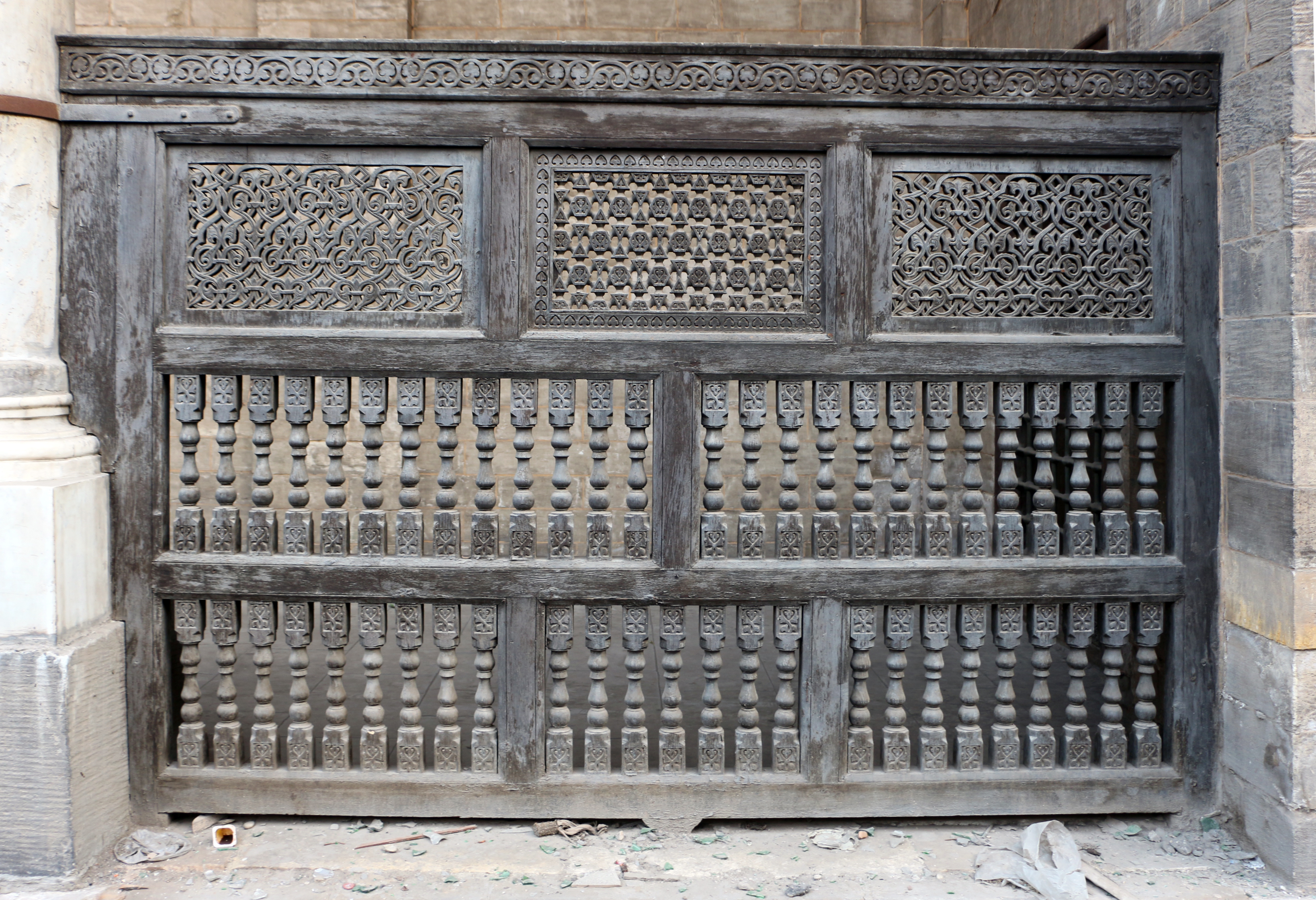
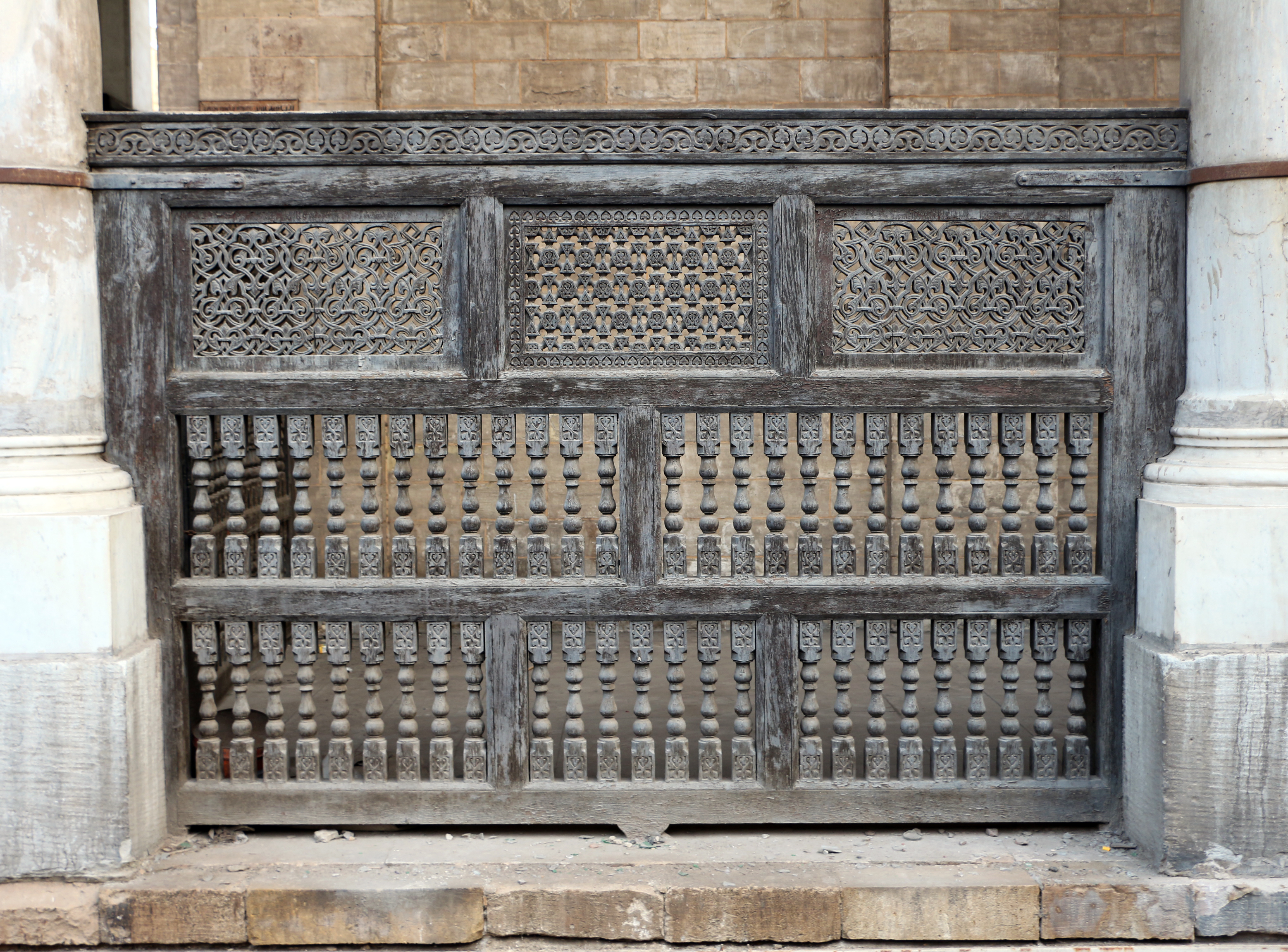
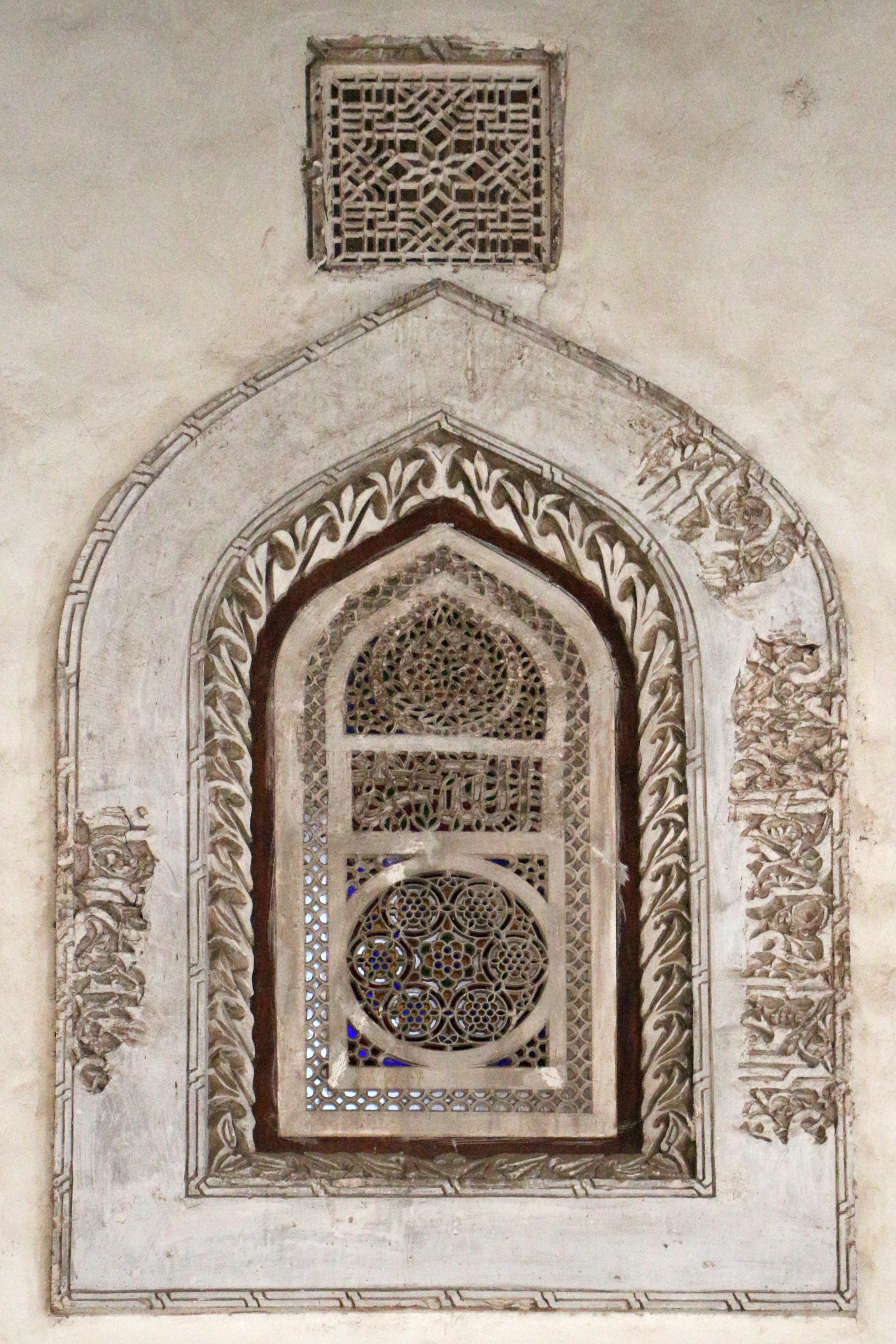
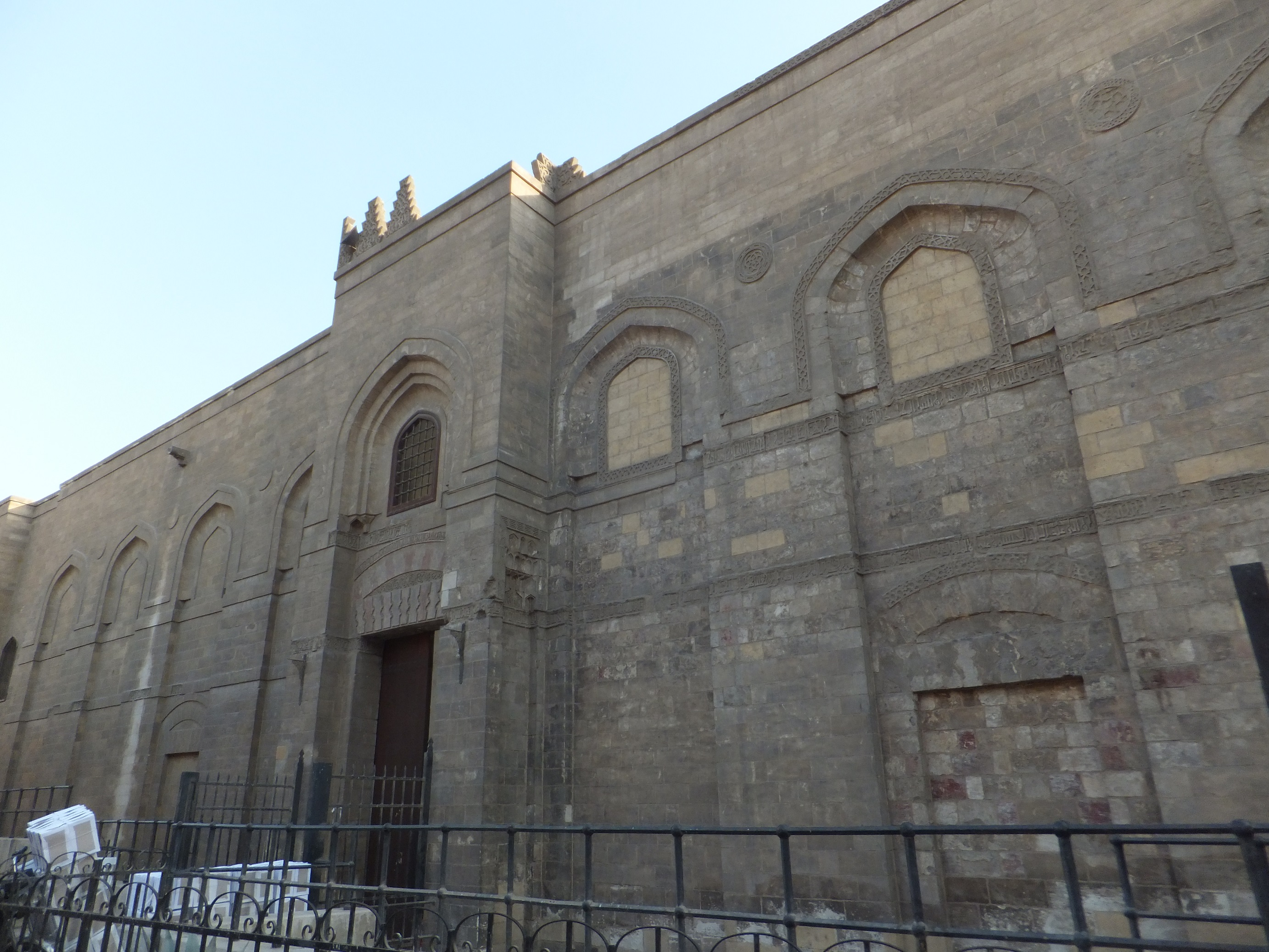